# Ozava Micsihiro
Ozava Micsihiro (Ucunomija, 1932. december 25. –) japán válogatott labdarúgó.
A japán válogatott tagjaként részt vett az 1956. évi nyári olimpiai játékokon.

## Statisztika
| Japán válogatott | Japán válogatott | Japán válogatott |
| Időszak          | Mérk.            | gól              |
| ---------------- | ---------------- | ---------------- |
| 1956             | 3                | 0                |
| 1957             | 0                | 0                |
| 1958             | 4                | 0                |
| 1959             | 9                | 0                |
| 1960             | 1                | 0                |
| 1961             | 6                | 0                |
| 1962             | 7                | 0                |
| 1963             | 5                | 0                |
| 1964             | 1                | 0                |
| Összesen         | 36               | 0                |